# Ититала
Ититала — село в Белакенском районе Азербайджана. Расположено на берегах реки Катехчай.

## История
Село основано в 1863 году 50 семьями, переселившимися сюда из поселка Алиабад.

## Общие сведения
21 ноября 2007 года в селе открыта пограничная застава.
Действует школа на 480 ученических мест.

## Население
По официальной оценке на 1 января 2012 года численность населения села составляла 2324 человека.  
По неофициальной информации, большую часть населения деревни составляют ингилойцы.

## Инфраструктура
29 июля 2020 года после реконструкции открыта автомобильная дорога Балакен — Газбина — Ититала протяжённостью 29 км.